# Chelostoma campanularum
Chelostoma campanularum ist eine Scherenbiene aus der Familie Megachilidae. Sie ist eine solitäre, nestbauende Biene, die in Deutschland von in der Regel Anfang Juli bis Ende August fliegt. Auf Deutsch wird sie auch Kurzfransige Scherenbiene oder Kleine Glockenblumen-Scherenbiene genannt.

## Merkmale

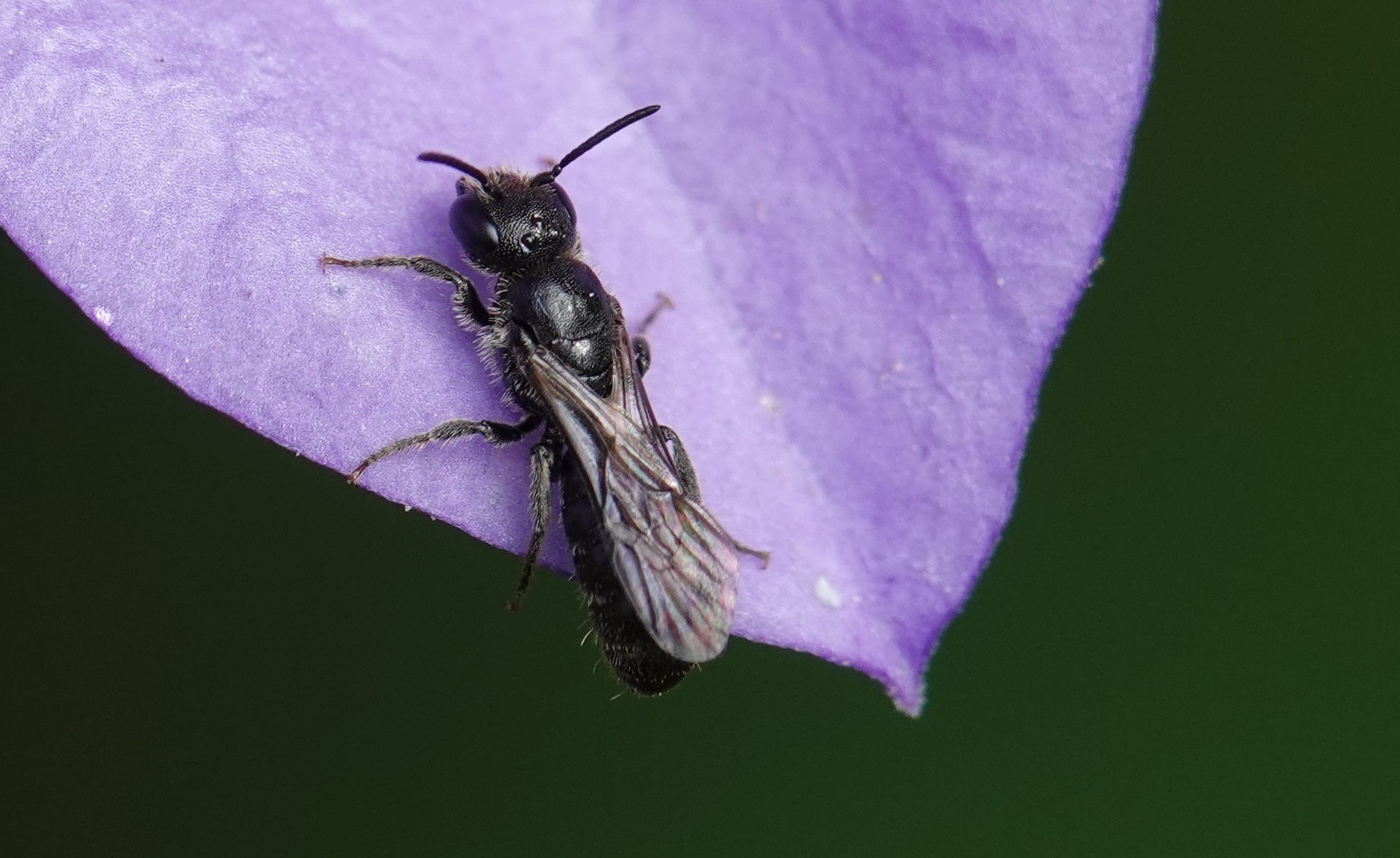
Chelostoma campanularum in Toronto, Kanada

Chelostoma campanularum ist eine kleine Scherenbiene von nur ca. 6 mm Länge. Sie hat einen schmalen, langgestreckten Körper, die Cuticula ist schwarz. Sie ist nur schütter behaart und hat scherenartige Mandibel. Die Weibchen haben eine weißliche Bauchbürste, jedoch keine  Endbinden an den Tergiten. Die Art ist in beiden Geschlechtern sehr ähnlich wie Chelostoma distinctum und kann nur mit Spezialliteratur sicher bestimmt werden. Im Freiland gibt lediglich die frühere Flugzeit von Ch. distinctum (Anfang Juni bis Ende Juli) einen Hinweis.

## Verbreitung und Lebensraum
Die Art  kommt in praktisch ganz Europa vor, nordwärts bis Wales und Mittelengland, in Norwegen bis 62°N, in Schweden und Finnland bis 64 °N, südwärts bis Sizilien. Ch. campanularum ist nach Osten wohl bis zum Ural verbreitet. Die Art wurde nach Nordamerika (USA und Kanada) eingeschleppt und ist dort von New York bis zu den Großen Seen verbreitet.
In Deutschland, Österreich und der Schweiz ist diese Biene aus allen Regionen gemeldet. In den Alpen ist sie bis 1500 m, teilweise bis 2000 m Höhe nachgewiesen.
Ch. campanularum kommt vor allem an Waldrändern und Lichtungen sowie in Streuobstwiesen, aber auch im Siedlungsbereich (in Gärten) vor. Zum Nisten dient Totholz aller Art, zum Beispiel abgestorbene Äste, wurmstichige Bretter, alte Zaunpfähle oder reetgedeckte Dächer. Auch geeignete Nisthilfen werden manchmal angenommen. Wichtig ist natürlich, dass Glockenblumen als Pollenquelle in der Nähe blühen.

## Lebensweise
Die Männchen patrouillieren im Bereich der Nester und an Glockenblumen, sie schlafen in Blüten von Glockenblumen. Die Weibchen nisten in bereits bestehenden Hohlräumen im Holz, die nur 2 bis 2,5 mm Durchmesser haben. Vereinzelt nutzen sie auch dürre Brombeeranken und verlassene Schilfgallen von Halmfliegen der Gattung Lipara. Die einzelnen Zellen werden hintereinander gebaut. Das Baumaterial für die Zwischenwände ist Sand oder Lehm. Die Weibchen sind streng oligolektisch, sie sammeln ausschließlich Pollen von Glockenblumen (insbesondere Campanula rotundifolia). Außerhalb von Zentraleuropa wird auch der Pollen von verwandten Pflanzengattungen (z. B. Edraianthus) gesammelt. Sie besuchen aber auch andere Blüten, um Nektar aufzunehmen. Die Überwinterung der Tiere erfolgt als Ruhelarve.
Kuckucksbienen: Die Düsterbienen Stelis minima parasitieren an Ch. campanularum.